# Rodrigo Martins (político)
Rodrigo Rodrigues de Souza Martins (Teresina, 2 de agosto de 1982) é um odontólogo e político brasileiro. É o atual presidente estadual do PSB e ex-deputado federal pelo Piauí.
É sobrinho do ex-governador Wilson Martins e do deputado estadual Rubem Martins.

## Dados biográficos
Filho de Evanil Rodrigues de Souza Martins e Luiz Rodrigues de Souza Martins Neto. Formado em Odontologia na Uninovafapi em 2005, possui Especialização em Periodontia e Implantodontia pela Associação Brasileira de Odontologia. Estagiário do Hospital Getúlio Vargas, trabalhou em José de Freitas e Teresina como membro do programa de saúde bucal. Presidente do Sindicato dos Odontologistas do Estado do Piauí e funcionário efetivo do programa de saúde bucal à cidade de União, licenciou-se ao entrar na política.
Eleito vereador de Teresina pelo PSB em 2008 e 2012, foi alçado à cadeira de presidente da Câmara Municipal de Teresina e depois foi eleito deputado federal em 2014, para a 55.ª legislatura (2015-2019).
Como deputado federal, votou a favor da admissibilidade do processo de impeachment de Dilma Rousseff. Já durante o Governo Michel Temer, votou a favor da PEC do Teto dos Gastos Públicos. Em abril de 2017 foi favorável à Reforma Trabalhista. Em agosto de 2017 votou a favor do processo em que se pedia abertura de investigação do presidente Michel Temer.